# Maria Gertrudis Barceló
Maria Gertrudis "Tules" Barceló (c. 1800, Tolosa - 17 de gener de 1852, Santa Fe), coneguda com "La Tules", va ser propietària d'un saló i mestre del joc al Territori de Nou Mèxic en el moment de la guerra dels Estats Units-Mèxic. Barceló va aconseguir una petita fortuna aprofitant el flux de comerciants nord-americans i mexicans que feien el camí de Santa Fe de al s.XIX. Es va fer famosa als Estats Units com la "Reina del pecat" mexicana a través d'una sèrie d'articles de viatges i diaris nord-americans abans, durant i després de la guerra. Aquestes narracions, sovint destinades a explicar o justificar la invasió nord-americana de Mèxic, van presentar a La Tules com una madame dun saló de prostitutes que simbolitzava la naturalesa suposadament immoral de la població mexicana local, però l'exèrcit nord-americà li va manllevar diners poc després de la invasió de Nou Mèxic el 1846.

## Primers anys
Es deia que Barceló podia haver nascut a l'estat de Sonora, Mèxic cap al 1800, però un dels corresponsals de l'època, Wilkins Kendall de New Orleans Picayune, va argumentar en el seu llibre Narrativa de l'Expedició Texas-Santa Fe, que era francesa, referint-se a ella com Madame Toulouse. No se sap gaire sobre els seus primers anys o la seva família, però poc després que Mèxic guanyés la independència d'Espanya el 1821, Barceló, els seus pares, un germà i dues germanes es van traslladar al remot territori nord de Nou Mèxic.
El 23 de juny de 1823 Barceló es va casar amb Manuel Sisneros a l'església de Tome. El sacerdot que va dur a terme l'acte es va referir a ella com a "Doña", títol donat a dones de qualitat i alt nivell social. Tindria prou importància el fet que tenia quatre anys més que el seu marit i que estava embarassada de quatre o cinc mesos. La parella va tenir dos fills, tots dos van morir a la infantesa. Molt independent, Barceló va conservar totes les seves propietats al llarg del seu matrimoni i va ser coneguda sempre pel seu cognom de soltera.

## Inicis en el Joc
El 1825, les autoritats mexicanes van multar Barceló per operar un saló d'apostes per als miners de les muntanyes d'Ortiz. En algun moment dels propers deu anys, Barceló es va traslladar a Santa Fe i va obrir un saló més ambiciós al centre de Santa Fe, Nou Mèxic. Ha passat a la història amb el sobrenom de "Tules", un diminutiu hispà de "Gertrudis". Alguns autors han connectat aquesta paraula amb la paraula mexicana tules, que significa "canyes", suggerint que es referia a "les curves de la seva figura" o "al seu cos prim."

## Contacte amb Euro-americans

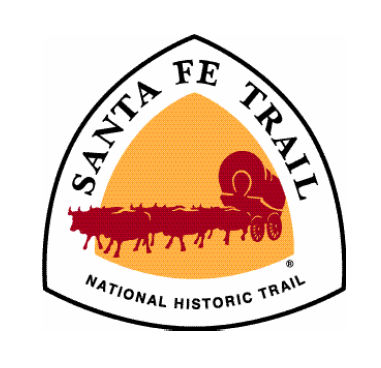
Logo del Camí de Santa Fe

Al estar situat a Santa Fe, el saló de Barceló va entretenir a molts nord-americans que viatjaven pel Camí de Santa Fe. Susan Magoffin, la filla del primer governador de Kentucky i novia d'un comerciant nord-americà, va ser potser la més crítica amb Barceló. Va escriure: "La Tules va guanyar-se la vida portant una casa on es podia jugar a tots els jocs d'apostes obertes, beure i fumar... sense pensar en que fossin socialment degradants". Alguns bevien el seu licor i jugaven a les seves taules, però més tard criticaven a "Doña Tules" en els escrits enviats a l'est dels Estats Units. Típic de molts, el comerç de les prades de Josiah Gregg la va qualificar com "d'hàbits lleugers".] A part de les afirmacions errònies de que era prostituta, molts també van afirmar que tenia una aventura il·lícita amb Manuel Armijo, el governador de Nou Mèxic.
Aquestes històries sensacionals sovint es van embellir, si no es van fabricar totalment. La majoria de les descripcions americanes de Tules Barceló es contradiuen. Alguns van afirmen que era increïblement bella, mentre que d'altres la descriuen d'edat i sense dents. Alguns deien que tenia el cabell negre carbó, mentre altres deien que era pel-roja. Alguns erròniament van afirmar que havia nascut a Taos, Nou Mèxic en comptes de Sonora. L'únic comú denominador entre ells va ser, que la Tules era excel·lent en el joc de cartes Monte Bank, sovint guanyant grans quantitats d'or als clients masculins del seu saló.
Probablement Barceló no coneixia fins a quin punt era infamada en les publicacions en anglès. Va guardar curosament el seu bon nom a Santa Fe. En dues ocasions, a la dècada de 1830, Barceló es va dirigir al jutjat per defensar-se de les acusacions infamatòries dels seus veïns mexicans.
Malgrat la seva reputació negativa entre els nord-americans i la suposada font de la seva fortuna "mal aconseguida", l'exèrcit nord-americà va manllevar diners de Barceló poc després de la invasió de Nou Mèxic el 1846. Aquest préstec va servir per pagar les tropes invasores, de Santa Fe. També ha estat acusada de muntar una conspiració contra l'exèrcit i evitar així una massacre.
Sota els termes del Tractat de Guadalupe Hidalgo, Barceló, igual que els altres ciutadans mexicans del territori, es va convertir automàticament en ciutadana nord-americana l'any 1849, tot just un any després de la signatura del tractat.

## Mort
Barceló va morir el 17 de gener de 1852 a Santa Fe amb una notable fortuna de $ 10,000 i varies cases. El seu testament i una escriptura dictada a un magistrat local són els únics documents coneguts escrits per ella. Va deixar la seva residència i propietats al seu germà, a la seva germana i a dues noies joves que havien viscut amb ella. Tot Santa Fe va assistir al seu sofisticat funeral, que va ser criticat per alguns per ser massa fantasiós per a una dona com ella, i per haver estat finançat amb diners ""mal aconseguits".

## Llegat
Novel·listes, historiadors i fins i tot artistes intèrprets han estat dibuixats per la llegenda de Barceló. Lluny d'ésser històricament exacte, la majoria de les representacions d'ella des de 1852 han estat influenciades per suposicions no històriques o racistes. Anna Burr va presentar a Tules com una manipuladora en la novel·la de 1936 The Golden Quicksand.
El 1948, Ruth Laughlin va escriure la novel·la The Wind Leaves No Shadow amb Barceló com a protagonista. Mentre que Laughlin clarament volia simpatitzar amb Barceló, suposicions racistes no obstant això guiaven la trama de la novel·la. Excepte Barceló, els mexicans de la novel·la de Laughlin compleixen estereotips tan gelosos, supersticiosos, lúcids o fins i tot com a assassins directes.
L'actriu Katy Jurado va aparèixer com Dona Tules a l'episodi "La Tules" de 1962 de la sèrie d'antologies de televisió sindicada, Death Valley Days, organitzada per Stanley Andrews.
La vida de Doña Tules també s'ha explicat en el musical Viva Santa Fe, que es va presentar per primer cop a Hobbs, Nou Mèxic el 1991 i després a la Expo de 1992 a Espanya.